# Kościół Wniebowzięcia Najświętszej Marii Panny w Rogowie
Kościół Wniebowzięcia Najświętszej Marii Panny w Rogowie – katolicki kościół w Rogowie (Litwa, rejon poniewieski).
W 1816 roku w Rogowie zbudowano drewniany kościół w stylu klasycystycznym na miejscu poprzedniego, który spłonął w pożarze. Kościół przebudowano w 1887. Remontowany w 1930 oraz (po zniszczeniach wojennych) w 1944.
Budynek na planie krzyża. Fasadę tworzy czterokolumnowy portyk, nad którym znajduje się trójkątny fronton. Całość fasady wieńczy niewielka, czworoboczna wieżyczka. 
Wewnątrz kościoła znajduje się kilka cennych obrazów z XVII i XVIII wieku.
Przy kościele stoi trójkondygnacyjna, murowana dzwonnica z przełomu XVIII i XIX wieku, o elewacjach ozdobionych pilastrami, niszami, trójkątnymi frontonami oraz fryzem tryglifowym.

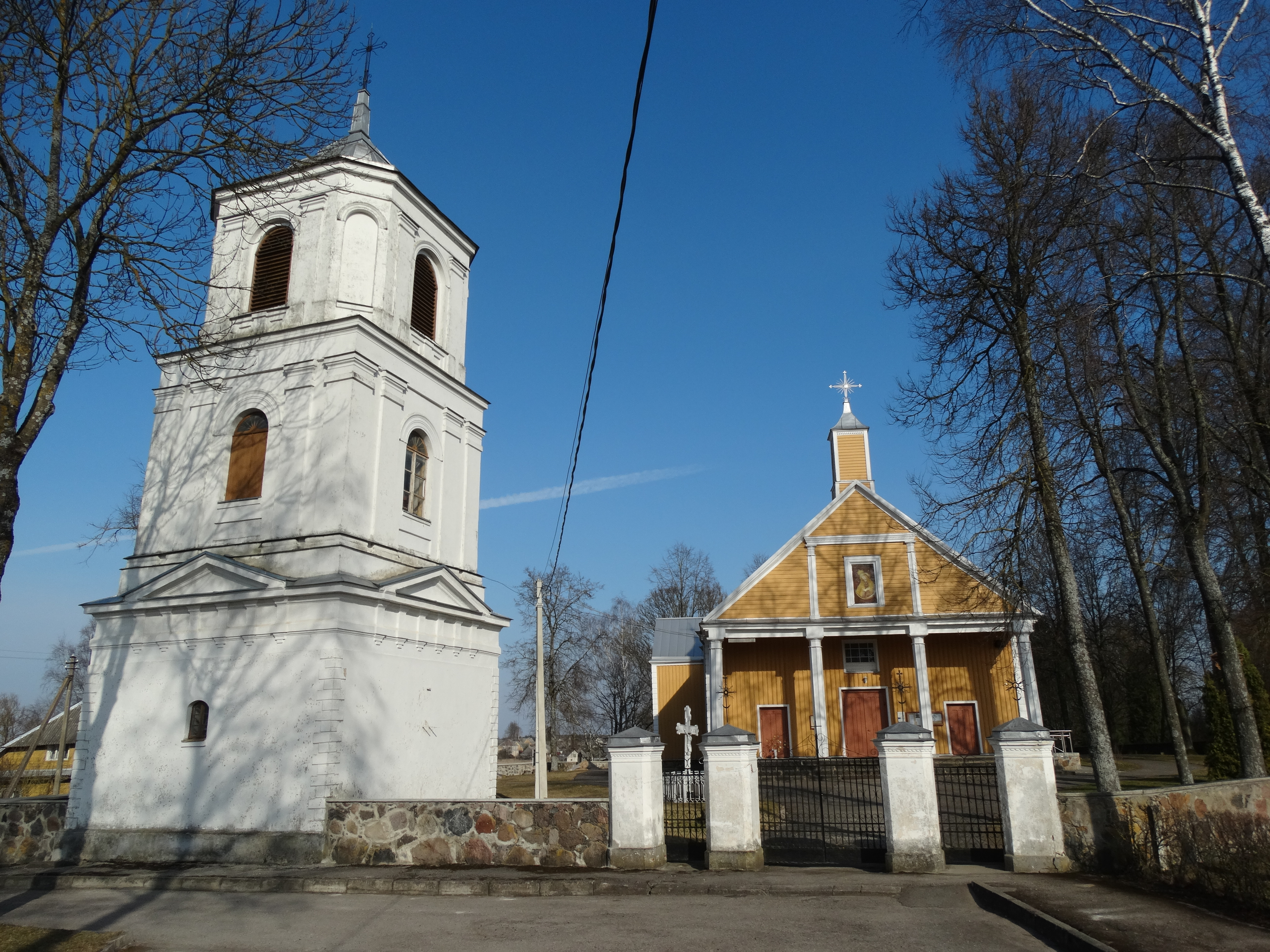
Front kościoła i dzwonnica